# Hieracium cyclicum
Hieracium cyclicum es una especie de planta con flor del género Hieracium, de la familia Asteraceae, orden Asterales.

## Distribución
Hieracium cyclicum se distribuye por Escocia.

## Taxonomía
Fue descrita científicamente por P. D. Sell. Fue publicada en Fl. Great Britain & Ireland.